# Lecanicillium attenuatum
Lecanicillium attenuatum är en svampart som beskrevs av Zare & W. Gams 2001. Lecanicillium attenuatum ingår i släktet Lecanicillium och familjen Cordycipitaceae.   Inga underarter finns listade i Catalogue of Life.